# ويلد 2

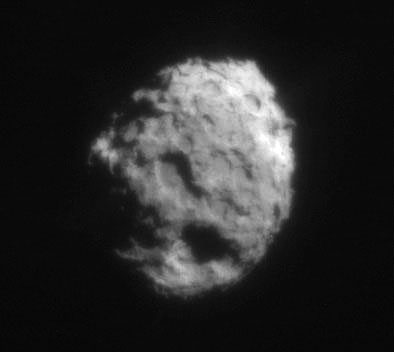
ويلد 2 كما صوره مسبار ستاردست.

المذنب ويلد 2 (بالإنجليزية: 81P/Wild، Wild 2)اكتشفة عالم الفلك السويسري باول ويلد عام 1979. يقدر عمرة 5و4 مليار سنة، ويعتقد أنه كان خلال ذلك العمر الطويل يتخذ مدارا دائريا وبعيدا حول الشمس، ثم حدث أن اقترب من كوكب المشتري في سبتمبر 1974 إلى بعد مليون كيلومتر الشيء الذي احدث خللا في مساره وجعله يقترب من الأرض.
تغيرت بذلك دورة المذنب حول الشمس من 43 سنين إلى 6 سنوات.
وأصبحت أقرب نقطة على مسارة للشمس نحو 59و1 وحدة فلكية . (1 وحدة فلكية = المسافة بين الأرض والشمس = 150 مليون كيلومتر)

## بعثة المسبار ستاردست
قام المسبار ستاردست بالاقتراب من ويلد 2 يوم 2 يناير 2004 وجمع بعض عينات من الشوائب المحيطة به وأحضرها إلى الأرض في 15 يناير 2006. بذلك أصبح لدينا على الأرض عينة من مذب يعادل عمره عمر المجموعة الشمسية، لتحليلها معمليا على الأرض.
التقط ستاردست 72 صورة للمذنب وتظهر نواته بقطر 5 كيلومتر. وتغطي سطحه فوهات ذات حواف مائلة ووعرة. ويعتقد أن تلك الفوهات قد تكونت إما من اصتدامه بأجسام أخرى أو ربما كانت بفعل نفاثات غازية خرجت منه. واستطاع ستاردست تصوير نحو 10 من نفاثاته الغازية.

## معرض صور

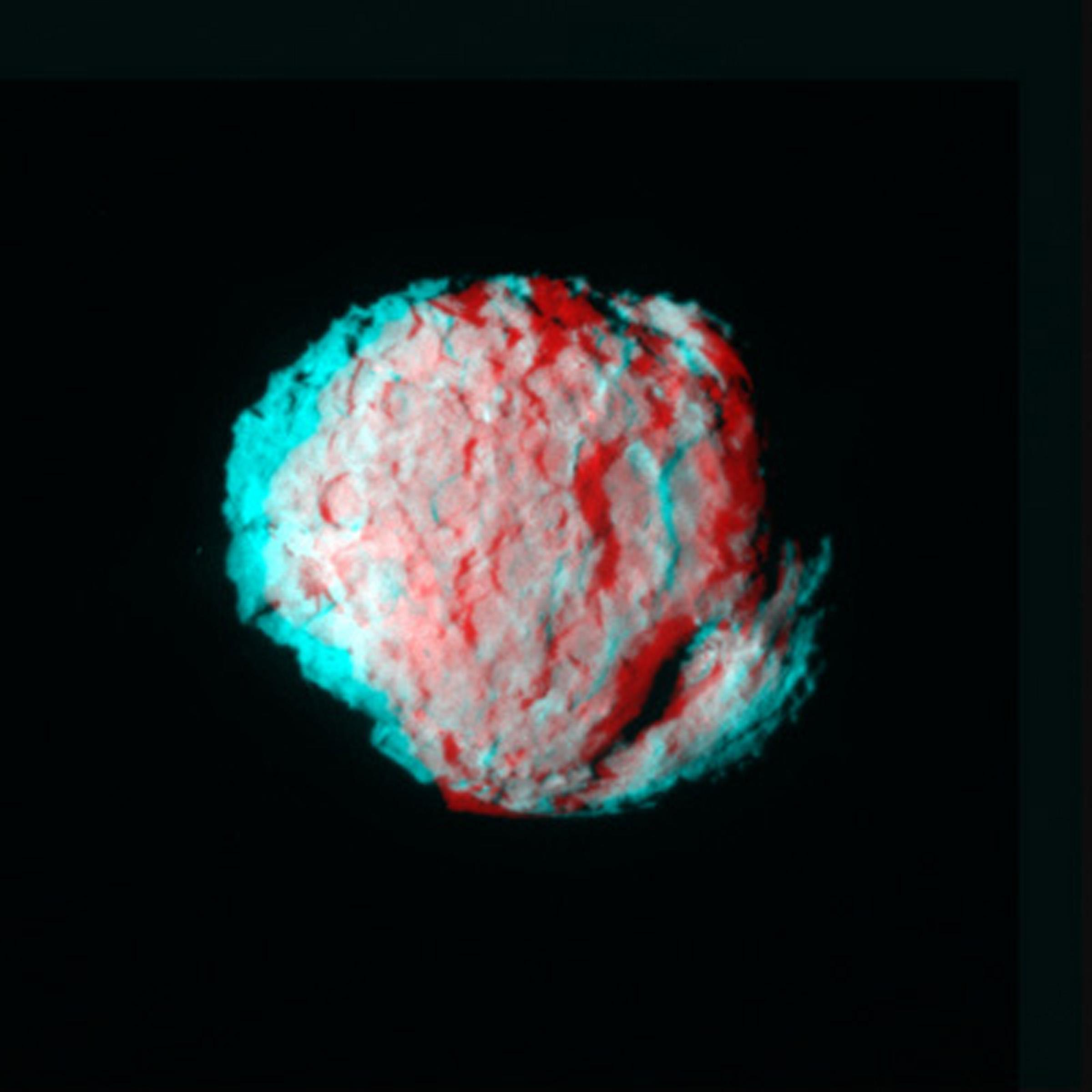
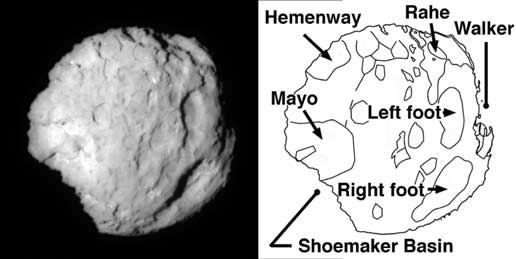
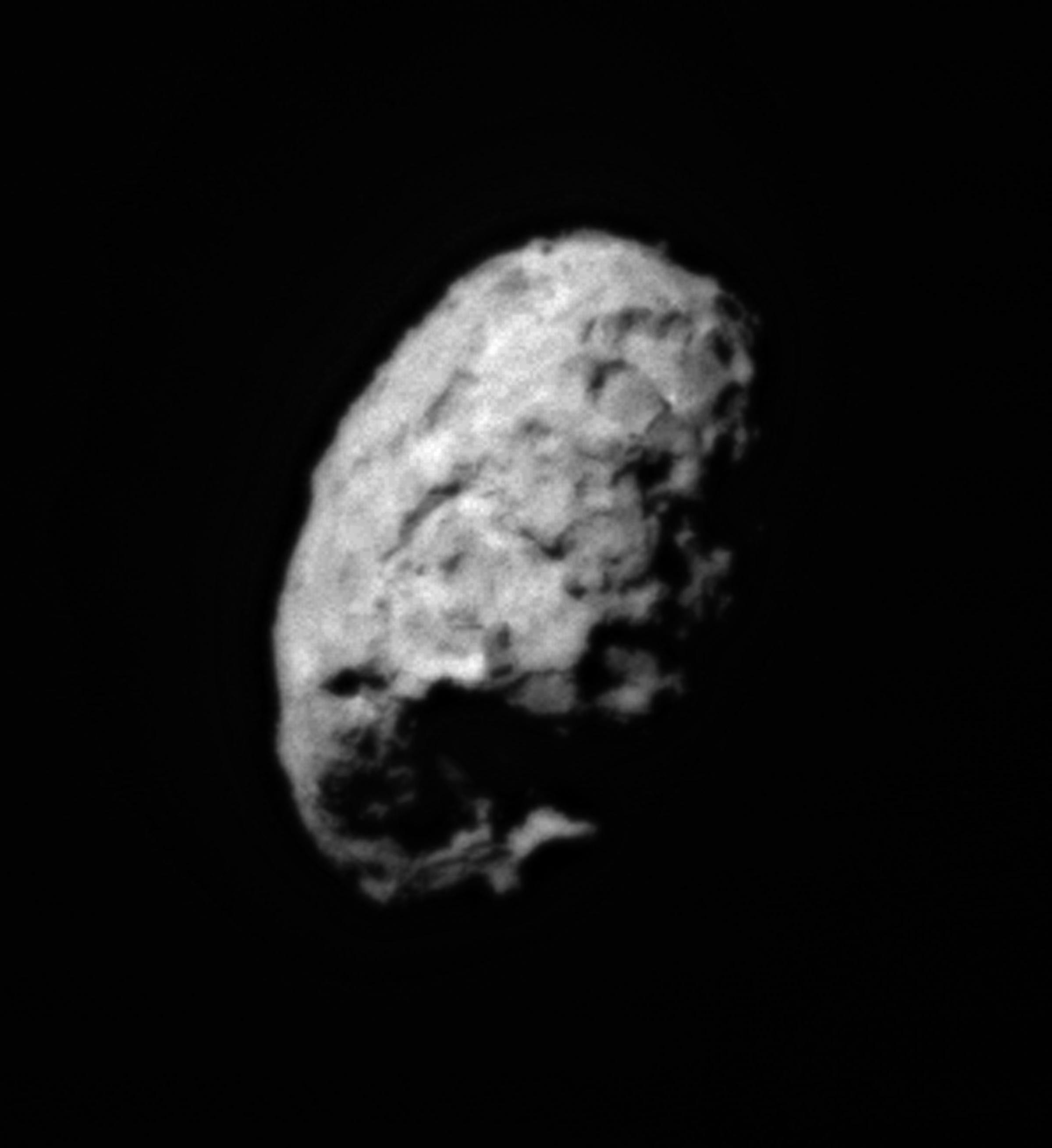
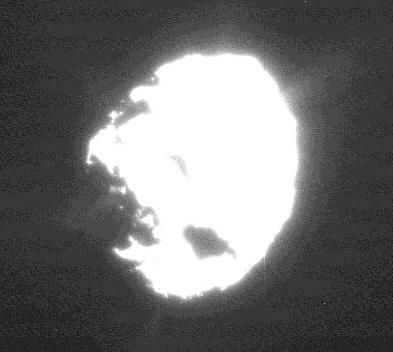

## حجم النواة
- المقاييس: 5.5×4.0×3.3 كيلومتر[3]
- الكثافة: 0.6 جرام/سنتيمتر مكعب،
- الكتلة: 2.3×1013 كيلوجرام[4]

## اقرأ أيضا
- ستارداست (مركبة فضاء)
- تمبل 1
- ديب امباكت